# Ligament stylo-mandibulaire
Le ligament stylo-mandibulaire (ou ligament stylo-maxillaire) forme une syndesmose entre l'os temporal et la mandibule.
Il est souvent considéré comme un des ligaments de l'articulation temporo-mandibulaire.

## Structure
Le ligament stylo-mandibulaire est une bandelette fibreuse s'insérant entre le sommet du processus styloïde de l'os temporal et le bord postérieur de l'angle de la mandibule entre les insertions du muscle masséter et du muscle ptérygoïdien médial.
Ce ligament est une des deux fleurs blanches du bouquet de Riolan.

## Rôle
C'est un ligament accessoire de l'articulation temporo-mandibulaire.
Avec le ligament sphéno-mandibulaire, il contribue à limiter les mouvements mandibulaires notamment son ouverture excessive.

## Aspect clinique
En chirurgie maxillo-faciale il est important de préserver ce ligament pour maintenir la stabilité de la mandibule.